# Lucy Dacus

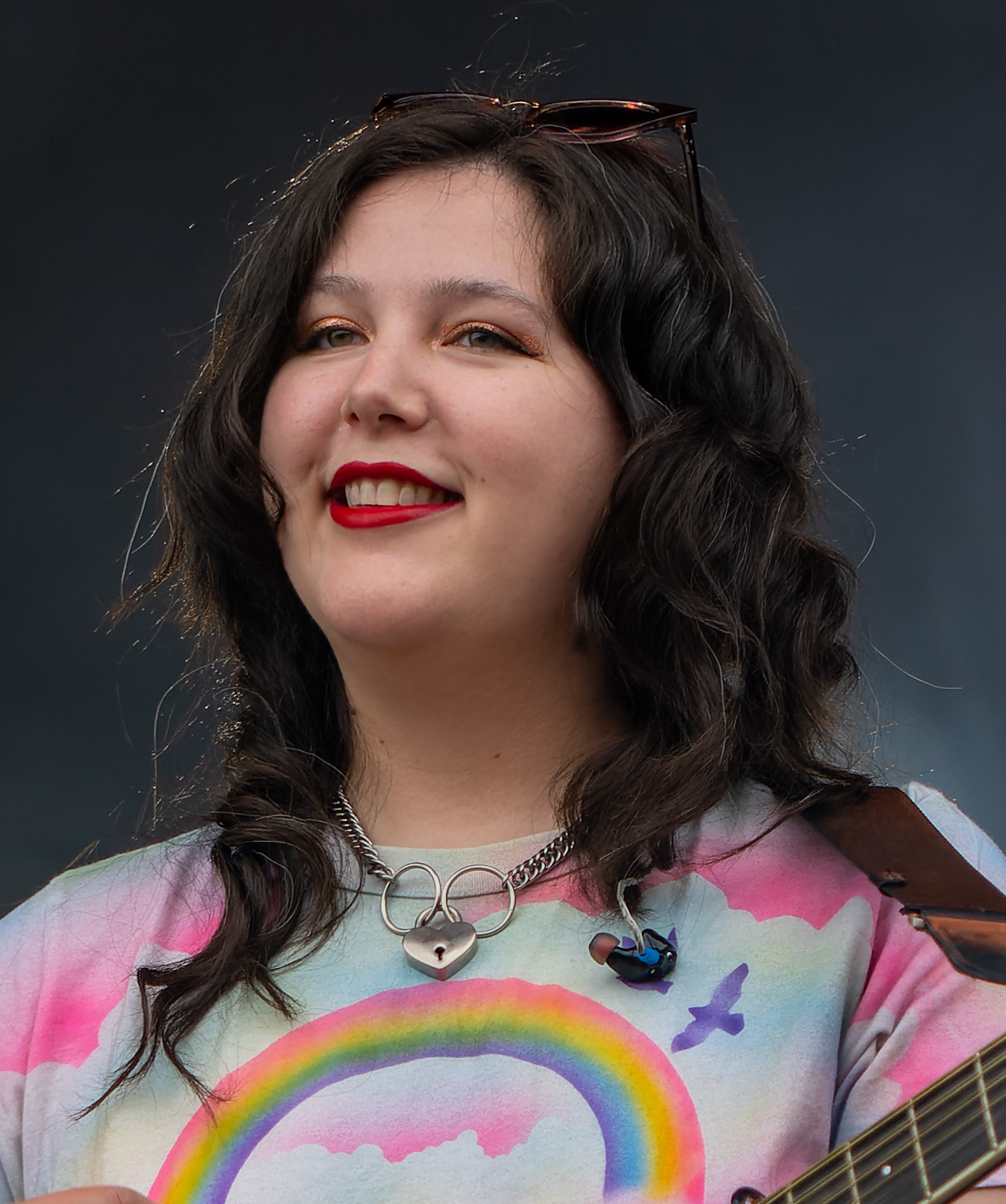
Lucy Dacus 2022

Lucy Elizabeth Dacus (* 2. Mai 1995 in Mechanicsville, Virginia) ist eine US-amerikanische Indie-Rock-Musikerin und Sängerin. Sie ist sowohl solo aktiv als auch Mitglied der Supergroup Boygenius.

## Leben

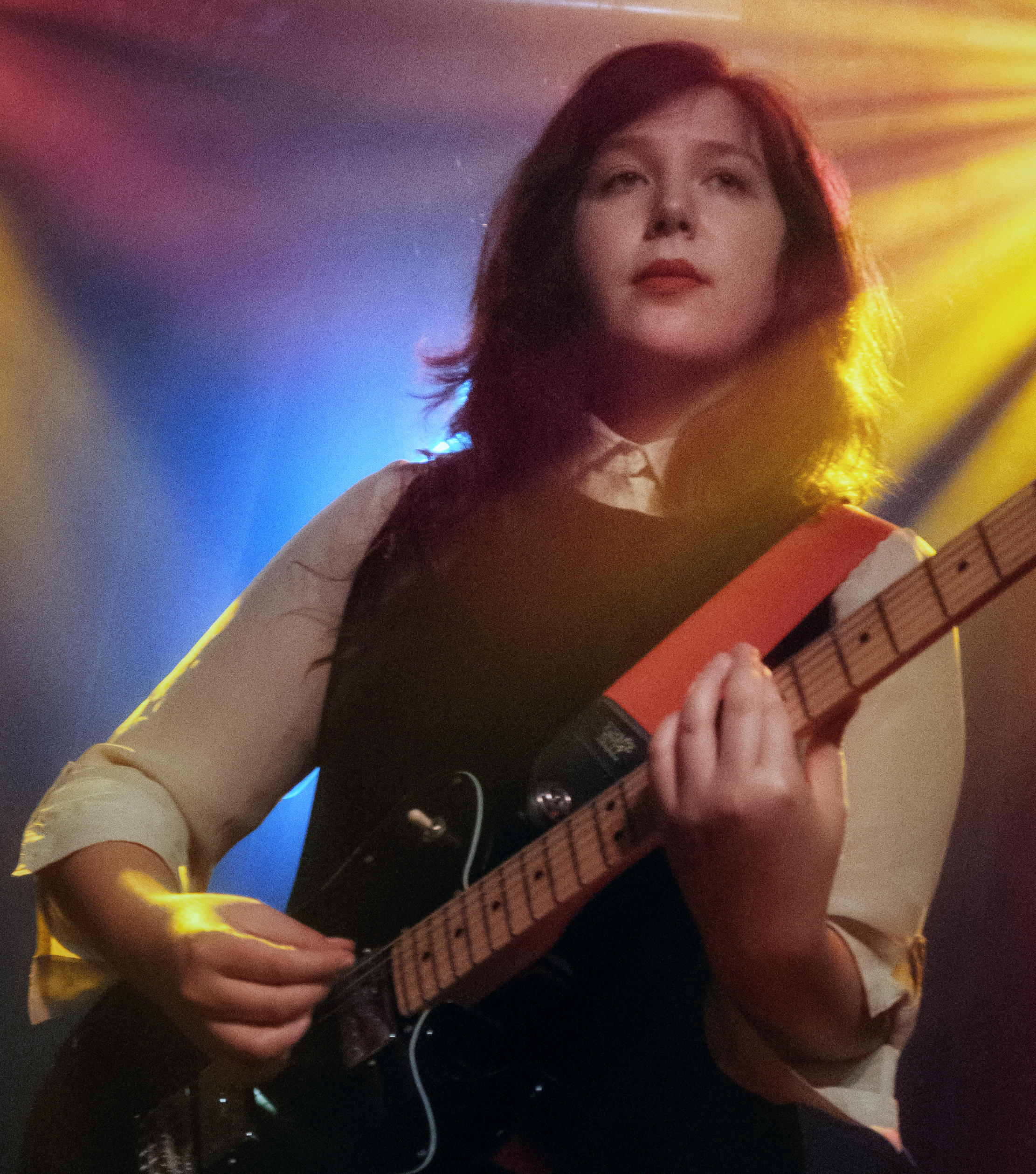
Lucy Dacus bei einem Auftritt (2019)

Dacus wurde als Kind adoptiert und wuchs in Mechanicsville auf, einem Vorort von Richmond, Virginia. Nach ihrem Schulabschluss in Richmond 2013, studierte sie Film an der Virginia Commonwealth University, brach das Studium aber vorzeitig ab.
Noch zu Schulzeiten im August 2012 veröffentlichte Dacus auf Bandcamp die EP Girls Back Home, die sieben Songs enthielt. Kurz vor Veröffentlichung ihres ersten Albums, wurde die Veröffentlichung entfernt und ist heute nicht mehr offiziell verfügbar. Ihren ersten Auftritt hatte Dacus im März 2015 in New York City. Im Rahmen eines Studienprojekts ihres Freundes Jacob Blizard, nahm Dacus 2015 ihr erstes Album No Burdens auf. Blizard und Collin Pastore produzierten es und das Album wurde im Februar 2016 auf dem Label EggHunt Records veröffentlicht. Daraufhin wurde Dacus vom Indielabel Matador Records unter Vertrag genommen, die das Album im September 2016 neu veröffentlichten.
Auch das zweite Album Historian wurde gemeinsam mit Blizard und Pastore im Trace Horse Studio in Nashville aufgenommen. Es erschien im Mai 2018 und wurde von Kritikern überwiegend positiv besprochen. Ebenfalls 2018 gründete Dacus gemeinsam mit Phoebe Bridgers und Julien Baker die Band Boygenius, eine EP und eine Tour folgten im gleichen Jahr. 2019 veröffentlichte Dacus an mehreren Feiertagen (z. B. Valentinstag, Unabhängigkeitstag etc.) einzelne Songs, die sie am Ende des Jahres auf der EP 2019 zusammenfasste. Im Juni 2021 erschien Dacus' drittes Album Home Video. Dacus outete sich 2021 als queer. Nach einer längeren Pause, die sie unter anderem mit Veröffentlichungen und Auftritten als Teil von Boygenius verbrachte, erschien Anfang 2025 die neue Solo-Single Ankles. Für März 2025 ist ein neues Album namens Forever Is A Feeling angekündigt.

## Diskografie
Studioalben
- 2016: No Burden
- 2018: Historian
- 2021: Home Video
- 2025: Forever Is A Feeling

EPs
- 2012: Girls Back Home
- 2016: Audiotree Live
- 2019: 2019
- 2022: Spotify Singles

Singles
- 2015: I Don't Wanna Be Funny Anymore
- 2016: Strange Torpedo
- 2017: Night Shift (US: Gold)[5]
- 2018: Addictions
- 2018: Next of Kin
- 2019: La Vie En Rose
- 2019: My Mother & I
- 2019: Forever Half Mast
- 2019: Dancing in the Dark
- 2019: In The Air Tonight
- 2019: Last Christmas
- 2019: Fool's Gold
- 2020: Isabella (mit Hamilton Leithauser)
- 2021: Thumbs
- 2021: Hot & Heavy
- 2021: VBS
- 2021: Brando
- 2021: Going Going Gone
- 2021: Thumbs Again
- 2022: Kissing Lessons
- 2022: Home Again / It's Too Late
- 2025: Ankles
- 2025: Best Guess
- 2025: Talk

Gastbeiträge
- 2020: Hamilton Leithauser – Isabella auf dem Album The Loves of Your Life
- 2020: Hayley Williams – Roses/Lotus/Violet/Iris auf dem Album Petals for Armor
- 2020: Phoebe Bridgers – Graceland Too und I Know The End auf dem Album Punisher
- 2020: Christian Lee Hutson – Lose This Number, Unforgivable, Get the Old Band Back Together und Single for the Summer auf dem Album Beginners
- 2021: Julien Baker – Favor auf dem Album Little Oblivions